# تجمع بلاد البيت (تريم)

تعديل مصدري - تعديل

تجمع بلاد البيت هي إحدى قرى عزلة تريم بمديرية تريم التابعة لمحافظة حضرموت، بلغ تعداد سكانها 29 نسمة حسب تعداد اليمن لعام 2004.